# Società Sportiva Barletta Calcio 2011-2012
Questa voce raccoglie le informazioni riguardanti la Società Sportiva Barletta Calcio nelle competizioni ufficiali della stagione 2011-2012.

## Divise e sponsor
La prima maglia è biancorossa sul davanti mentre è bianca con numeri rossi sul retro, i pantaloncini sono rossi e le calze rosse; la seconda maglia è rossa con inserti bianchi, i pantaloncini sono rossi e le calze rosse; la terza maglia è bianca con inserti rossi, i pantaloncini sono bianchi e le calze bianche. Lo sponsor tecnico per la stagione 2011-2012 è Legea, mentre lo sponsor ufficiale è Bicap.
| 1^ Maglia | 2^ Maglia | 3^ Maglia |

## Organigramma societario
Area direttiva:
- Presidente: Roberto Tatò
- Vicepresidente: Walter Tatò
- Direttore Generale: Giuseppe Falcone
- Socio: Giovanni Attimonelli

Area comunicazione
- Relazioni Esterne e Consulente Legale: Giuseppe Russo
- Addetto Stampa: Matteo Tabacco

Area organizzativa
- Segretario Generale: Domenico Damato
- Team Manager: Alberto Urban,[2][3] dal 13 novembre 2011 Ruggiero Napoletano
- Delegato Sicurezza: Ruggiero Dicorato
- Magazzinieri: Costantino Dicorato e Cosimo Montereale

Area tecnica:
- Direttore Sportivo: Renzo Castagnini fino al 18 dicembre 2011[4]
- Responsabile area tecnica: dal 29 febbraio 2012 Cosimo Pistillo[5]
- Allenatore: Marco Cari,[6] dall'8 febbraio 2012 Nello Di Costanzo[6][7]
- Allenatore in seconda: Stefano Furlan,[6] dall'8 febbraio 2012 Raffaele Di Napoli
- Preparatore dei portieri: Nicola Dibitonto
- Preparatore atletico: Maurizio Nanula

Area sanitaria
- Responsabile area medica: Alessandro Scelzi
- Medico sociale: Massimo De Prezzo
- Fisioterapista: Tommaso De Ruvo

Area marketing
- Delegato Area Marketing: Ruggero Italia

## Rosa
| N. |                      | Ruolo | Calciatore           |
| -- | -------------------- | ----- | -------------------- |
|    | Italia (bandiera)    | P     | Pietro Marino        |
|    | Italia (bandiera)    | P     | Pasquale Pane        |
|    | Italia (bandiera)    | P     | Vincenzo Sicignano   |
|    | Italia (bandiera)    | P     | Andrea Tesoniero     |
|    | Italia (bandiera)    | D     | Marco Angeletti      |
|    | Italia (bandiera)    | D     | Fabrizio Anselmi     |
|    | Italia (bandiera)    | D     | Michele Ferrara      |
|    | Italia (bandiera)    | D     | Mattia Masiero       |
|    | Italia (bandiera)    | D     | Francesco Mazzarani  |
|    | Italia (bandiera)    | D     | Andrea Mengoni       |
|    | Italia (bandiera)    | D     | Vincenzo Migliaccio  |
|    | Italia (bandiera)    | D     | Michelangelo Minieri |
|    | Cipro (bandiera)     | D     | Giōrgos Pelagias     |
|    | Italia (bandiera)    | D     | Filippo Petterini    |
|    | Italia (bandiera)    | D     | Andrea Pisani        |
|    | Argentina (bandiera) | C     | Lautaro Alfonso      |

| N. |                   | Ruolo | Calciatore               |
| -- | ----------------- | ----- | ------------------------ |
|    | Italia (bandiera) | C     | Federico Cerone          |
|    | Italia (bandiera) | C     | Vincenzo De Liguori      |
|    | Italia (bandiera) | C     | Domenico Di Cecco        |
|    | Italia (bandiera) | C     | Simone Guerri (capitano) |
|    | Italia (bandiera) | C     | Michele Menicozzo        |
|    | Italia (bandiera) | C     | Antonio Palmitessa       |
|    | Italia (bandiera) | C     | Fabrizio Romondini       |
|    | Italia (bandiera) | C     | Giacomo Zappacosta       |
|    | Italia (bandiera) | A     | Gianfranco Caggianelli   |
|    | Italia (bandiera) | A     | Francesco Di Gennaro     |
|    | Italia (bandiera) | A     | Raffaele Franchini       |
|    | Italia (bandiera) | A     | Yonese Hanine            |
|    | Italia (bandiera) | A     | Saveriano Infantino      |
|    | Italia (bandiera) | A     | Fabio Mazzeo             |
|    | Italia (bandiera) | A     | Antonio Schetter         |
|    | Italia (bandiera) | A     | Daniele Simoncelli       |

## Calciomercato

### Sessione estiva(dall'1/7/2011 al 31/8/2011)
| Acquisti | Acquisti               | Acquisti        | Acquisti                                     |
| R.       | Nome                   | da              | Modalità                                     |
| -------- | ---------------------- | --------------- | -------------------------------------------- |
| C        | Lautaro Alfonso        |                 | definitivo                                   |
| D        | Marco Angeletti        | Atletico Roma   | definitivo                                   |
| D        | Fabrizio Anselmi       | Pisa            | fine prestito                                |
| A        | Gianfranco Caggianelli | Brindisi        | fine prestito                                |
| C        | Federico Cerone        | Grosseto        | definitivo                                   |
| D        | Antonio Crescente      | Lecce           | definitivo                                   |
| C        | Domenico Di Cecco      | Virtus Lanciano | prestito                                     |
| A        | Francesco Di Gennaro   | Verona          | definitivo                                   |
| A        | Raffaele Franchini     | Atletico Roma   | definitivo                                   |
| A        | Yonese Hanine          | Chievo          | prestito                                     |
| D        | Francesco Mazzarani    | Atletico Roma   | definitivo                                   |
| A        | Fabio Mazzeo           | Cosenza         | svincolato                                   |
| D        | Andrea Mengoni         | Pescara         | definitivo                                   |
| D        | Vincenzo Migliaccio    | Taranto         | definitivo                                   |
| P        | Pasquale Pane          | Cavese          | definitivo                                   |
| D        | Giōrgos Pelagias       | Atletico Roma   | definitivo                                   |
| D        | Andrea Pisani          | Portogruaro     | prestito                                     |
| A        | Daniele Sciarra        | Roma            | riscatto compartecipazione (nessun deposito) |
| A        | Antonio Schetter       | Cavese          | definitivo                                   |
| P        | Vincenzo Sicignano     | Frosinone       | definitivo                                   |
| C        | Giacomo Zappacosta     | Pescara         | compartecipazione                            |

| Cessioni | Cessioni           | Cessioni             | Cessioni                   |
| R.       | Nome               | a                    | Modalità                   |
| -------- | ------------------ | -------------------- | -------------------------- |
| C        | Cristian Agnelli   | SPAL                 | definitivo                 |
| D        | Fabrizio Anselmi   | Fidene               | definitivo                 |
| D        | Antonio Ballarino  | Audace Cerignola     | prestito                   |
| C        | Nicola Bellomo     | Bari                 | fine prestito              |
| D        | Giovanni Bruno     | Atletico Corato      | definitivo                 |
| D        | Antonio Crescente  | Valenzana            | prestito                   |
| D        | Francesco D'Addato | Val di Sangro        | prestito                   |
| C        | Antonio D'Allocco  | Fortis Trani         | definitivo                 |
| P        | Giuseppe Di Masi   | Marsala              | definitivo                 |
| P        | Marco Frascolla    | Celano               | prestito                   |
| D        | Giammarco Frezza   | Fortis Trani         | definitivo                 |
| P        | Ugo Gabrieli       | Lecce                | fine prestito              |
| D        | Francesco Galeoto  | Atletico Campofranco | definitivo                 |
| C        | Enrico Geroni      | AlbinoLeffe          | fine prestito              |
| A        | Riccardo Innocenti | Fidelis Andria       | definitivo                 |
| D        | Michele Ischia     | Lecco                | definitivo                 |
| D        | Benedetto Lorusso  | Bari                 | fine prestito              |
| D        | Fabio Lucioni      | Siena                | riscatto compartecipazione |
| D        | Paolo Maino        | AlbinoLeffe          | fine prestito              |
| A        | Massimo Margiotta  |                      | fine carriera              |
| D        | Simone Perico      |                      | svincolato                 |
| A        | Andrea Picone      | Reggina              | riscatto compartecipazione |
| C        | Ivan Rajčić        | Benevento            | definitivo                 |
| A        | Luigi Rana         | Bari                 | fine prestito              |
| A        | Daniele Sciarra    | Pescara              | definitivo                 |
| P        | Andrea Tesoniero   |                      | svincolato                 |

### Sessione invernale(dal 3/1/2012 al 31/1/2012)
| Acquisti | Acquisti             | Acquisti   | Acquisti   |
| R.       | Nome                 | da         | Modalità   |
| -------- | -------------------- | ---------- | ---------- |
| P        | Pietro Marino        | Reggina    | prestito   |
| D        | Michelangelo Minieri | Vicenza    | definitivo |
| D        | Filippo Petterini    | Pescara    | definitivo |
| C        | Vincenzo De Liguori  | Nocerina   | prestito   |
| C        | Fabrizio Romondini   | Pergocrema | prestito   |

| Cessioni | Cessioni               | Cessioni   | Cessioni          |
| R.       | Nome                   | a          | Modalità          |
| -------- | ---------------------- | ---------- | ----------------- |
| C        | Lautaro Alfonso        |            | svincolato        |
| C        | Michele Menicozzo      | Pergocrema | definitivo        |
| A        | Gianfranco Caggianelli | Neapolis   | compartecipazione |

## Risultati

### Prima Divisione

#### Girone di andata
| Arbitro: | Coccia (San Benedetto del Tronto) |

|                |           |  |
| Simoncelli 17’ | Marcatori |  |

| Arbitro: | Bruno (Torino) |

|             |           |                          |
| Alberti 41’ | Marcatori | 33’ Mazzeo 78’ Franchini |

| Arbitro: | Barbeno (Brescia) |

|                            |           |                         |
| Schetter 18’ Franchini 29’ | Marcatori | 36’ Comini 46’ Del Core |

| Arbitro: | Aversano (Treviso) |

|                                    |           |                   |
| Turchi 56’ (rig.) Mammarella 90+1’ | Marcatori | 79’ (rig.) Mazzeo |

| Arbitro: | Saia (Palermo) |

|            |           |               |
| Cerone 28’ | Marcatori | 66’ Jefferson |

| Arbitro: | Ripa (Nocera Inferiore) |

|  |           |              |
|  | Marcatori | 55’ Schetter |

| Arbitro: | Marini (Roma) |

|               |           |               |
| Infantino 90’ | Marcatori | 33’ Schenetti |

| Arbitro: | Borriello (Mantova) |

|            |           |                 |
| Godeas 68’ | Marcatori | 56’, 74’ Mazzeo |

| Arbitro: | Bindoni (Venezia) |

|  |           |                               |
|  | Marcatori | 60’ Gambino 90+5’ Mastrolilli |

| Arbitro: | Albertini (Ascoli Piceno) |

|  |           |             |
|  | Marcatori | 41’ Drascek |

| Arbitro: | Bietolini (Firenze) |

|             |           |                |
| Corazza 74’ | Marcatori | 48’ Di Gennaro |

| Arbitro: | Pasqua (Tivoli) |

|                                 |           |  |
| Cerone 19’ (rig.) Menicozzo 63’ | Marcatori |  |

| Arbitro: | Coccia (San Benedetto del Tronto) |

|                      |           |  |
| Baiocco 22’ Pepe 84’ | Marcatori |  |

| Arbitro: | Dei Giudici (Latina) |

|            |           |              |
| Evacuo 35’ | Marcatori | 78’ Schetter |

| Arbitro: | Saia (Palermo) |

|              |           |  |
| Pelagias 68’ | Marcatori |  |

| Carrara 11 dicembre 2011, ore 14:30 CET 16ª giornata | Carrarese                     | 0 – 0 referto | Barletta | Stadio dei Marmi (1.182 spett.)\| Arbitro: \| De Faveri (San Donà di Piave) \| |
| Arbitro:                                             | De Faveri (San Donà di Piave) |               |          |                                                                                |

| Arbitro: | Minelli (Varese) |

|                       |           |            |
| Cerone 4’, 38’ (rig.) | Marcatori | 22’ Guzmán |

#### Girone di ritorno
| Arbitro: | Pairetto (Nichelino) |

|                                |           |            |
| Carrus 55’ (rig.) Federici 88’ | Marcatori | 10’ Mazzeo |

| Arbitro: | Strocchia (Nola) |

|                      |           |                |
| Mazzeo 40’, 49’, 64’ | Marcatori | 20’ A. Alberti |

| Arbitro: | Borriello (Mantova) |

|                                   |           |               |
| Minesso 64’ (rig.) Cossentino 90’ | Marcatori | 83’ Franchini |

| Arbitro: | Aureliano (Bologna) |

|                 |           |                           |
| Mazzeo 55’, 74’ | Marcatori | 29’ Chiricò 49’ Pavoletti |

| Arbitro: | Barbeno (Brescia) |

|                |           |               |
| Burzigotti 47’ | Marcatori | 73’ Franchini |

| Arbitro: | Bruno (Torino) |

|              |           |  |
| Schetter 38’ | Marcatori |  |

| Arbitro: | Minelli (Varese) |

|                                  |           |                         |
| Campo 45+1’ Fischnaller 55’, 58’ | Marcatori | 41’ Schetter 63’ Mazzeo |

| Arbitro: | Cifelli (Campobasso) |

|               |           |              |
| Romondini 48’ | Marcatori | 55’ S. Motta |

| Arbitro: | La Penna (Roma) |

|              |           |               |
| Caccetta 56’ | Marcatori | 13’ Infantino |

| Arbitro: | Bietolini (Firenze) |

|               |           |  |
| Blanchard 90’ | Marcatori |  |

| Arbitro: | Benassi (Bologna) |

|              |           |             |
| Schetter 26’ | Marcatori | 55’ Coppola |

| Arbitro: | Ripa (Nocera Inferiore) |

|  |           |                          |
|  | Marcatori | 6’ Mazzeo 45+1’ Schetter |

| Arbitro: | Merlino (Udine) |

|                                              |           |                          |
| Mazzeo 63’ (rig.) Infantino 66’ Schetter 86’ | Marcatori | 14’ Testardi 37’ Ignoffo |

| Arbitro: | Manganiello (Pinerolo) |

|  |           |            |
|  | Marcatori | 42’ Evacuo |

| Arbitro: | Pasqua (Tivoli) |

|                         |           |                              |
| Le Noci 22’ Dettori 48’ | Marcatori | 11’ Guerri 78’ F. Di Gennaro |

| Arbitro: | Bindoni (Venezia) |

|                          |           |  |
| Mazzeo 11’ Infantino 34’ | Marcatori |  |

| Arbitro: | La Penna (Roma 1) |

|                            |           |                    |
| Rodríguez 77’ Giovio 90+1’ | Marcatori | 65’, 88’ Franchini |

### Coppa Italia
| Arbitro: | Roca (Foggia) |

|  |           |          |
|  | Marcatori | 85’ Cori |

### Coppa Italia Lega Pro

#### Fase 1 a eliminazione diretta
| Arbitro: | De Faveri (San Donà di Piave) |

|  |           |                               |
|  | Marcatori | 66’ N. Bianchi 90+2’ Frigerio |

## Statistiche

### Statistiche di squadra
| Competizione             | Punti   | In casa | In casa | In casa | In casa | In casa | In casa | In trasferta | In trasferta | In trasferta | In trasferta | In trasferta | In trasferta | Totale | Totale | Totale | Totale | Totale | Totale | DR |
| Competizione             | Punti   | G       | V       | N       | P       | Gf      | Gs      | G            | V            | N            | P            | Gf           | Gs           | G      | V      | N      | P      | Gf     | Gs     | DR |
| ------------------------ | ------- | ------- | ------- | ------- | ------- | ------- | ------- | ------------ | ------------ | ------------ | ------------ | ------------ | ------------ | ------ | ------ | ------ | ------ | ------ | ------ | -- |
| Lega Pro Prima Divisione | 48 (-1) | 17      | 8       | 6       | 3       | 23      | 16      | 17           | 4            | 7            | 6            | 20           | 22           | 34     | 12     | 13     | 9      | 43     | 38     | +5 |
| Coppa Italia             | -       | 1       | 0       | 0       | 1       | 0       | 1       | 0            | 0            | 0            | 0            | 0            | 0            | 1      | 0      | 0      | 1      | 0      | 1      | -1 |
| Coppa Italia Lega Pro    | -       | 1       | 0       | 0       | 1       | 0       | 2       | 0            | 0            | 0            | 0            | 0            | 0            | 1      | 0      | 0      | 1      | 0      | 2      | -2 |
| Totale                   | -       | 19      | 8       | 6       | 5       | 23      | 19      | 17           | 4            | 7            | 6            | 20           | 22           | 36     | 12     | 13     | 11     | 43     | 41     | +2 |

### Statistiche dei giocatori
| Giocatore      | Lega Pro Prima Divisione | Lega Pro Prima Divisione | Lega Pro Prima Divisione | Lega Pro Prima Divisione | Coppa Italia | Coppa Italia | Coppa Italia | Coppa Italia | Coppa Italia Lega Pro | Coppa Italia Lega Pro | Coppa Italia Lega Pro | Coppa Italia Lega Pro | Totale   | Totale | Totale      | Totale     |
| Giocatore      | Presenze                 | Reti                     | Ammonizioni              | Espulsioni               | Presenze     | Reti         | Ammonizioni  | Espulsioni   | Presenze              | Reti                  | Ammonizioni           | Espulsioni            | Presenze | Reti   | Ammonizioni | Espulsioni |
| -------------- | ------------------------ | ------------------------ | ------------------------ | ------------------------ | ------------ | ------------ | ------------ | ------------ | --------------------- | --------------------- | --------------------- | --------------------- | -------- | ------ | ----------- | ---------- |
| L. Alfonso     | -                        | -                        | -                        | -                        | -            | -            | -            | -            | 1                     | 0                     | 0                     | 0                     | 1        | 0      | 0           | 0          |
| M. Angeletti   | 13                       | 0                        | 0                        | 0                        | 1            | 0            | 0            | 0            | 1                     | 0                     | 0                     | 0                     | 15       | 0      | 0           | 0          |
| F. Anselmi     | -                        | -                        | -                        | -                        | 1            | 0            | 0            | 0            | -                     | -                     | -                     | -                     | 1        | 0      | 0           | 0          |
| G. Caggianelli | 1                        | 0                        | 0                        | 0                        | -            | -            | -            | -            | 1                     | 0                     | 0                     | 0                     | 2        | 0      | 0           | 0          |
| F. Cerone      | 22                       | 4                        | 2                        | 1                        | 1            | 0            | 0            | 0            | -                     | -                     | -                     | -                     | 23       | 4      | 2           | 1          |
| V. De Liguori  | 9                        | 0                        | 1                        | 0                        | -            | -            | -            | -            | -                     | -                     | -                     | -                     | 9        | 0      | 1           | 0          |
| D. Di Cecco    | 21                       | 0                        | 3                        | 0                        | -            | -            | -            | -            | 1                     | 0                     | 0                     | 0                     | 22       | 0      | 3           | 0          |
| F. Di Gennaro  | 18                       | 2                        | 2                        | 0                        | 1            | 0            | 0            | 0            | -                     | -                     | -                     | -                     | 19       | 2      | 2           | 0          |
| M. Ferrara     | -                        | -                        | -                        | -                        | -            | -            | -            | -            | 1                     | 0                     | 0                     | 0                     | 1        | 0      | 0           | 0          |
| R. Franchini   | 28                       | 5                        | 6                        | 0                        | 1            | 0            | 0            | 0            | -                     | -                     | -                     | -                     | 29       | 5      | 6           | 0          |
| S. Guerri      | 25                       | 1                        | 5                        | 0                        | 1            | 0            | 0            | 0            | -                     | -                     | -                     | -                     | 26       | 1      | 5           | 0          |
| Y. Hanine      | 17                       | 0                        | 6                        | 0                        | -            | -            | -            | -            | 1                     | 0                     | 0                     | 0                     | 18       | 0      | 6           | 0          |
| S. Infantino   | 18                       | 4                        | 3                        | 0                        | 1            | 0            | 0            | 0            | -                     | -                     | -                     | -                     | 19       | 4      | 3           | 0          |
| P. Marino      | 1                        | - 1                      | 0                        | 0                        | -            | -            | -            | -            | -                     | -                     | -                     | -                     | 1        | 0      | 0           | 0          |
| M. Masiero     | 17                       | 0                        | 4                        | 1                        | 1            | 0            | 1            | 0            | 1                     | 0                     | 0                     | 0                     | 19       | 0      | 5           | 1          |
| F. Mazzarani   | 30                       | 0                        | 6                        | 0                        | -            | -            | -            | -            | -                     | -                     | -                     | -                     | 30       | 0      | 6           | 0          |
| F. Mazzeo      | 31                       | 14                       | 3                        | 0                        | 1            | 0            | 0            | 0            | 1                     | 0                     | 0                     | 0                     | 33       | 14     | 3           | 0          |
| A. Mengoni     | 28                       | 0                        | 10                       | 1                        | -            | -            | -            | -            | 1                     | 0                     | 0                     | 0                     | 29       | 0      | 10          | 1          |
| M. Menicozzo   | 12                       | 1                        | 3                        | 0                        | 1            | 0            | 1            | 0            | 1                     | 0                     | 0                     | 0                     | 14       | 1      | 4           | 0          |
| V. Migliaccio  | 30                       | 0                        | 7                        | 1                        | -            | -            | -            | -            | -                     | -                     | -                     | -                     | 30       | 0      | 7           | 1          |
| M. Minieri     | 3                        | 0                        | 3                        | 0                        | -            | -            | -            | -            | -                     | -                     | -                     | -                     | 3        | 0      | 3           | 0          |
| A. Palmitessa  | -                        | -                        | -                        | -                        | -            | -            | -            | -            | 1                     | 0                     | 0                     | 0                     | 1        | 0      | 0           | 0          |
| P. Pane        | 21                       | - 26                     | 1                        | 0                        | -            | -            | -            | -            | 1                     | - 2                   | 0                     | 0                     | 22       | 0      | 1           | 0          |
| G. Pelagias    | 14                       | 1                        | 3                        | 0                        | -            | -            | -            | -            | -                     | -                     | -                     | -                     | 14       | 1      | 3           | 0          |
| F. Petterini   | 11                       | 0                        | 5                        | 0                        | -            | -            | -            | -            | -                     | -                     | -                     | -                     | 11       | 0      | 5           | 0          |
| A. Pisani      | 17                       | 0                        | 4                        | 1                        | 1            | 0            | 0            | 0            | -                     | -                     | -                     | -                     | 18       | 0      | 4           | 1          |
| F. Romondini   | 14                       | 1                        | 1                        | 0                        | -            | -            | -            | -            | -                     | -                     | -                     | -                     | 14       | 1      | 1           | 0          |
| A. Schetter    | 30                       | 8                        | 5                        | 0                        | 1            | 0            | 0            | 0            | -                     | -                     | -                     | -                     | 31       | 8      | 5           | 0          |
| V. Sicignano   | 13                       | - 11                     | 1                        | 1                        | 1            | - 1          | 0            | 0            | -                     | -                     | -                     | -                     | 14       | 0      | 1           | 1          |
| D. Simoncelli  | 23                       | 1                        | 1                        | 0                        | 1            | 0            | 0            | 0            | -                     | -                     | -                     | -                     | 24       | 1      | 1           | 0          |
| A. Tesoniero   | -                        | -                        | -                        | -                        | -            | -            | -            | -            | -                     | -                     | -                     | -                     | -        | -      | -           | -          |
| G. Zappacosta  | 10                       | 0                        | 2                        | 0                        | -            | -            | -            | -            | -                     | -                     | -                     | -                     | 10       | 0      | 2           | 0          |

## Giovanili

### Organigramma societario
Area direttiva:
- Responsabile Settore Giovanile: Cosimo Pistillo

Area tecnica
- Allenatore Berretti: Gaetano Deflorio
- Allenatore Allievi Nazionali: Domenico Capurso
- Allenatore Giovanissimi Nazionali: Mauro Lagrasta

### Piazzamenti
- Berretti
  - Campionato: 9º posto nel girone E (35 punti)
- Allievi Nazionali
  - Campionato: 11º posto nel girone G (19 punti)
- Giovanissimi Nazionali
  - Campionato: 12º posto nel girone H (15 punti)